# MacArthur-Mausmaki

Verbreitungsgebiet (rot)

Der MacArthur-Mausmaki (Microcebus macarthurii) ist eine auf Madagaskar lebende Primatenart aus der Gattung der Mausmakis innerhalb der Gruppe der Lemuren. Die Art wurde 2008 von Forschern der Tierärztlichen Hochschule Hannover erstbeschrieben, der Name ehrt die Gründer der John D. und Catherine T. MacArthur Foundation, die die Erforschung der Art finanziell unterstützte.
MacArthur-Mausmakis sind wie alle Mausmakis sehr kleine Primaten, der rundliche Kopf ist durch die großen Ohren und Augen charakterisiert. Ihr kurzes Fell ist an der Oberseite rötlichbraun und an der Unterseite gelblich-weiß gefärbt. Der Kopf ist rötlich und wird an den Wangen orange, zwischen den Augen verläuft ein weißer Streifen. Die Kopfrumpflänge beträgt 11 bis 12 Zentimeter, der Schwanz ist mit rund 14,5 Zentimetern länger, er ist rotbraun gefärbt und dicht behaart. Das Gewicht dieser Tiere beträgt 50 bis 60 Gramm.
Bislang ist die Art nur aus der Makira-Region im östlichen Madagaskar bekannt, wo sie in tropischen Regenwäldern vorkommt. Über ihre Lebensweise ist noch kaum etwas bekannt. Mausmakis sind generell nachtaktive Baumbewohner, die sich meist allesfresserisch von Früchten und anderen Pflanzenteilen sowie Insekten ernähren.
Durch Brandrodungen, Bergbau und die Bejagung ist die neuentdeckte Art gefährdet.